# Dreiersprung
Der Dreiersprung (engl. walz jump oder three-jump), auch Kadettensprung genannt, ist ein Sprungelement im Eiskunstlauf.

## Durchführung
Der Dreiersprung wird durch einen Mohawk von rechts rückwärts auswärts auf links vorwärts auswärts vorbereitet. Dabei geht man auf dem Standbein links vorwärts auswärts ins Knie und beugt das Bein somit, während das rechte Spielbein nach hinten gestreckt wird. Im nächsten Schritt schwingt das rechte Spielbein gleichzeitig mit den Armen nach vorne oben und das linke Standbein drückt sich aus dem Knie in die Streckung, mit dem Gewicht auf dem vorderen Teil des Fußes. Der Absprung erfolgt dann von der Zacke. In der Luft wird eine halbe Drehung ausgeführt, sodass man auf der Zacke des rechten Beines landet und einen Auslauf auf rechts rückwärts auswärts einleitet, wobei das linke Spielbein nach hinten geführt und gestreckt wird.